# Ruth M. Davis
Ruth Margaret Davis (* 19. Oktober 1928 in Sharpsville, Pennsylvania; † 28. März 2012) war eine US-amerikanische Mathematikerin und Informatikerin. Sie entwickelte Computersoftware für Verteidigungs- und Raumfahrtanwendungen und war stellvertretende Staatssekretärin für Forschung und Spitzentechnologie und Vorsitzende der Aerospace Corporation.

## Leben und Werk
Davis erwarb 1950 einen Bachelor-Abschluss in Mathematik an der American University und anschließend 1952 einen Master-Abschluss an der University of Maryland in College Park (Maryland), wobei sie im Sommer als Computerprogrammiererin beim National Bureau of Standards arbeitete. 1955 promovierte sie als erste Frau in Mathematik an der University of Maryland bei Alexander Weinstein mit der Dissertation: On a regular Cauchy problem for the Euler-Poisson-Darboux equation.  Anschließend bewarb sie sich bei IBM, wurde aber abgelehnt, weil Frauen damals nur in Sekretariatspositionen eingestellt wurden. Von 1955 bis 1957 war sie als Dozentin an der University of Maryland und dann bis 1958 an der American University tätig.
Admiral Hyman G. Rickover stellte Davis auf der Suche nach Computerprogrammierern für sein Programm zur Nuklearisierung der United States Navy ein und sie schrieb den ersten Computercode für Kernreaktoren. Sie wurde technische Direktorin des neuen Programms zur Entwicklung eines Systems zur Verwaltung von Marineoperationen weltweit. Von 1958 bis 1961 arbeitete sie im Forschungsmanagement in der Testeinrichtung David Taylor Model Basin und von 1961 bis 1965 an anderen Stellen des Verteidigungsministeriums. Während dieser Zeit schrieb sie auch für das Journal of the Society for Information Display und veröffentlichte mehrere Artikel über militärische Informationsdisplaysysteme und war Vorsitzende des Society's Honors and Awards committee.
Von 1967 bis 1970 war sie Direktorin des Lister Hill National Center for Biomedical Communications und Associate Director for Research and Development an der National Library of Medicine.
Sie arbeitete auch für das National Bureau of Standards als Direktorin des Institute for Computer Sciences and Technology und des Department of Health, Education and Welfare. Von 1977 bis 1979 war sie stellvertretende Staatssekretärin für Forschung und Technologie und wurde 1979 von Präsident Jimmy Carter zur Assistant Secretary of Energy for Resource Applications ernannt.
1980 zog sie sich aus dem öffentlichen Dienst zurück und war Gründerin, Präsidentin und CEO der Pymatuning Group, eines auf industrielle Modernisierung und Technologieentwicklung spezialisierten Unternehmens in Virginia. Sie lehrte als Teilzeitdozentin an der University of Maryland, der American University, der Harvard University, der University of Pennsylvania und der University of Pittsburgh und war Regents Professorin an der University of California in  Berkeley.
Von 1992 bis 2000 war sie Vorsitzende des Kuratoriums der Aerospace Corporation und war in weiteren Unternehmensvorständen tätig.

## Mitgliedschaften
- 1976: National Academy of Engineering
- National Academy of Public Administration
- 1990: American Academy of Arts and Sciences

## Ehrungen (Auswahl)
- 1972: Goldmedaille des Department of Commerce
- 1973: Rockefeller Public Service Award
- 1976: National Civil Service League Award
- 1979: Defence Distinguished Service Medal
- 1979: Ehrendoktorwürde der Carnegie Mellon University
- 1981: Distinguished Service Medals des Energieministeriums
- 1984: Ada Lovelace Award, Association for Women in Computing
- 1988: Aufnahme in die Government Computer News Hall of Fame
- 1989: Director’s Choice Award der National Women’s Economic Alliance
- 1993: Ehrendoktorwürde der University of Maryland
- 2000: Aufnahme in die University of Maryland Alumni Hall of Fame
- 2003: Ruth M. Davis-Professur an der University of Maryland[5]